# Unterems VS
| VS ist das Kürzel für den Kanton Wallis in der Schweiz. Es wird verwendet, um Verwechslungen mit anderen Einträgen des Namens Unterems zu vermeiden. |

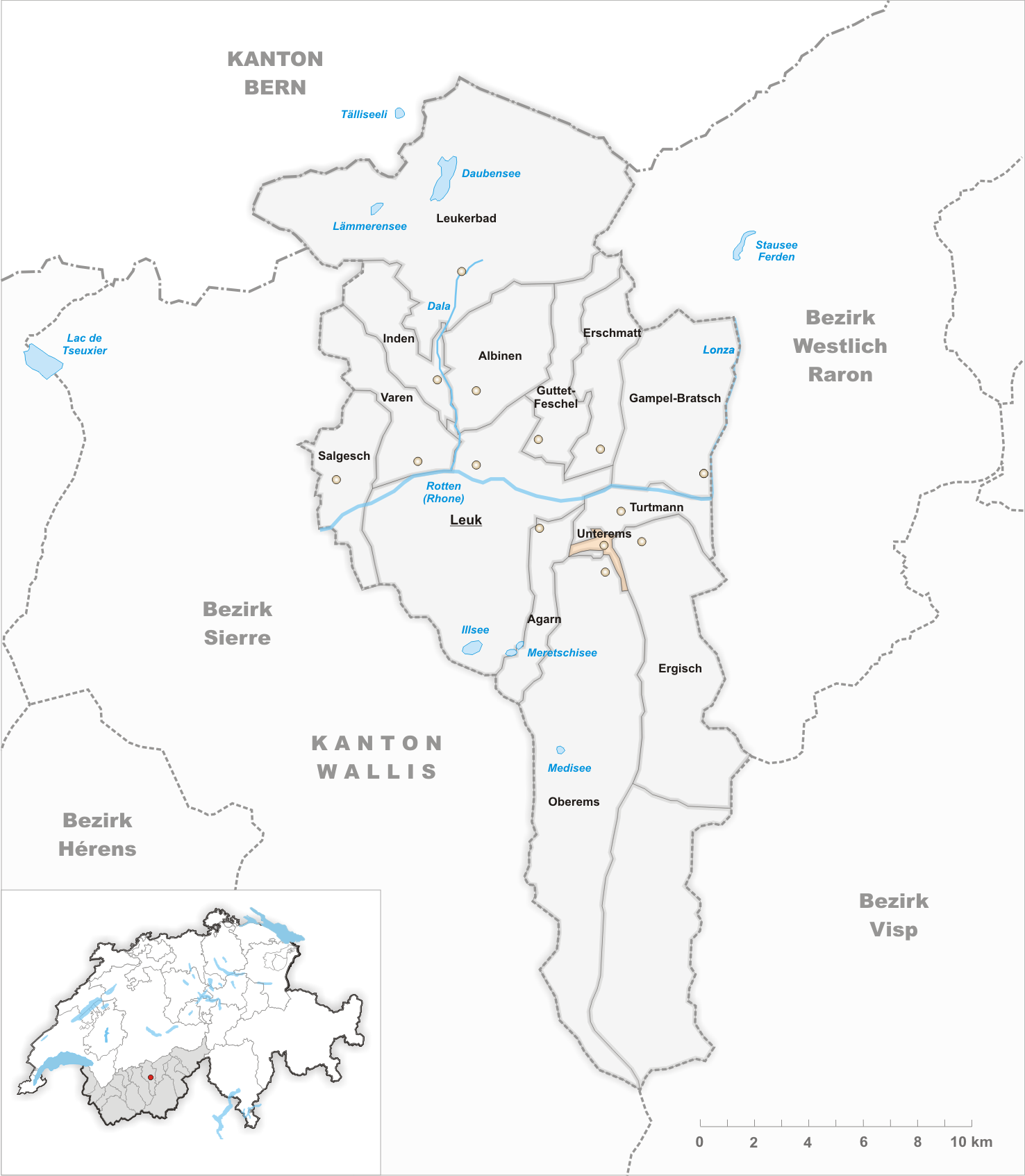
Gemeindestand vor der Fusion am 31. Dezember 2012

Unterems (walliserdeutsch: Unneräms) im Schweizer Kanton Wallis ist eine Pfarrgemeinde des Dekanats Leuk sowie eine Burgergemeinde mit einem Burgerrat. Bis zum 31. Dezember 2012 bildete sie auch eine selbständige Munizipalgemeinde. Am 1. Januar 2013 fusionierte sie mit der Gemeinde Turtmann zur neuen Gemeinde Turtmann-Unterems.

## Geographie
Unterems liegt erhöht über dem Rhonetal auf 1003 m ü. M. Der tiefste Punkt der ehemaligen Gemeinde befindet sich oberhalb des Kraftwerkes in Turtmann auf 800 m ü. M. und reicht bis zum Weiler Massoltern auf 1200 m ü. M. Die ehemalige Gemeinde Unterems umfasste eine Fläche von 139 ha. 64 ha davon sind Kulturland, 36 ha werden als Weiden und 37 ha als Wald genutzt. 2 ha gelten als unproduktive Fläche.

## Geschichte
Unterems wurde erstmals 1419 als Ort erwähnt. In diesem Jahr verkaufte Vilio Alamannd von Turtmann Fruchtzehnten an seine Untertanen. Im 14. Jahrhundert wurde die Dorfbevölkerung fast gänzlich vom schwarzen Tod ausgelöscht. Im Jahr 1457 gründete Unterems eine eigene Bauernzunft. Mitte des 16. Jahrhunderts übernahm man die gleichen Gemeindestatuten wie Oberems. Am 4. Juni 1799 wurde das Dorf bis auf drei Häuser durch die Franzosen niedergebrannt. 
Die Gemeinden Oberems und Unterems bilden zusammen die Pfarrei Ems. Die Abtrennung von der Grosspfarrei Leuk erfolgte 1728 durch Bischof Franz Joseph Supersaxo. Die Kirchweihe fand 1737 unter Mitwirkung von Bischof Johann Joseph Arnold Blatter statt. Die Pfarrkirche wurde 1799 beim Franzoseneinfall ein Raub der Flammen und 1803 wieder aufgebaut.
Seit 1824 wird ein Burgerregister geführt. Von den eigentlichen Urburgergeschlechter existieren heute keine mehr. Die ältesten noch in der Gemeinde wohnenden Burgergeschlechter sind Borter und Hischier. Balli war einst das grösste Burgergeschlecht von Unterems. Heute ist Tscherrig einer der meistgebrauchten Namen.

## Wappen
Das Tatzen- oder Apostelkreuz symbolisiert das Verkünden der christlichen Botschaft. Die Linde drückt Beständigkeit und ewiges Blühen aus. Durch den abgebrochenen Zweig werden diese Eigenschaften weitergegeben und weitergetragen, angedeutet durch die Schlaufe. Das Blau wirkt nachdenklich.

## Bevölkerung
| Bevölkerungsentwicklung | Bevölkerungsentwicklung | Bevölkerungsentwicklung | Bevölkerungsentwicklung | Bevölkerungsentwicklung | Bevölkerungsentwicklung | Bevölkerungsentwicklung |
| ----------------------- | ----------------------- | ----------------------- | ----------------------- | ----------------------- | ----------------------- | ----------------------- |
| Jahr                    | 1802                    | 1850                    | 1900                    | 1950                    | 2000                    | 2012                    |
| Einwohner               | 62                      | 114                     | 133                     | 197                     | 161                     | 141                     |

## Persönlichkeiten
- Emil Tscherrig (1921–2005), Domherr der Kathedrale von Sitten (1972–2005)
- Emil Paul Tscherrig (* 1947), Kardinal, Apostolischer Nuntius

## Sehenswürdigkeiten
- Adonisröschen